# Edward Evans
Ne doit pas être confondu avec Edgar Evans.
Edward Ratcliffe Garth Russell Evans, né le 28 octobre 1880 à Londres et mort le 20 août 1957 en Norvège, 1er baron Mountevans, plus connu sous le nom de « Teddy » Evans, est un amiral de la Royal Navy et un explorateur de l'Antarctique.

## Biographie
Il sert comme commandant en second lors de l'expédition Terra Nova (1910-1913) de Robert Falcon Scott vers le pôle Sud et en tant que capitaine du navire Terra Nova.
Evans est décoré de l'ordre du Bain (KCB) et de l'ordre du Service distingué (DSO).